# لیزر شبکیه‌ای پی‌آرپی

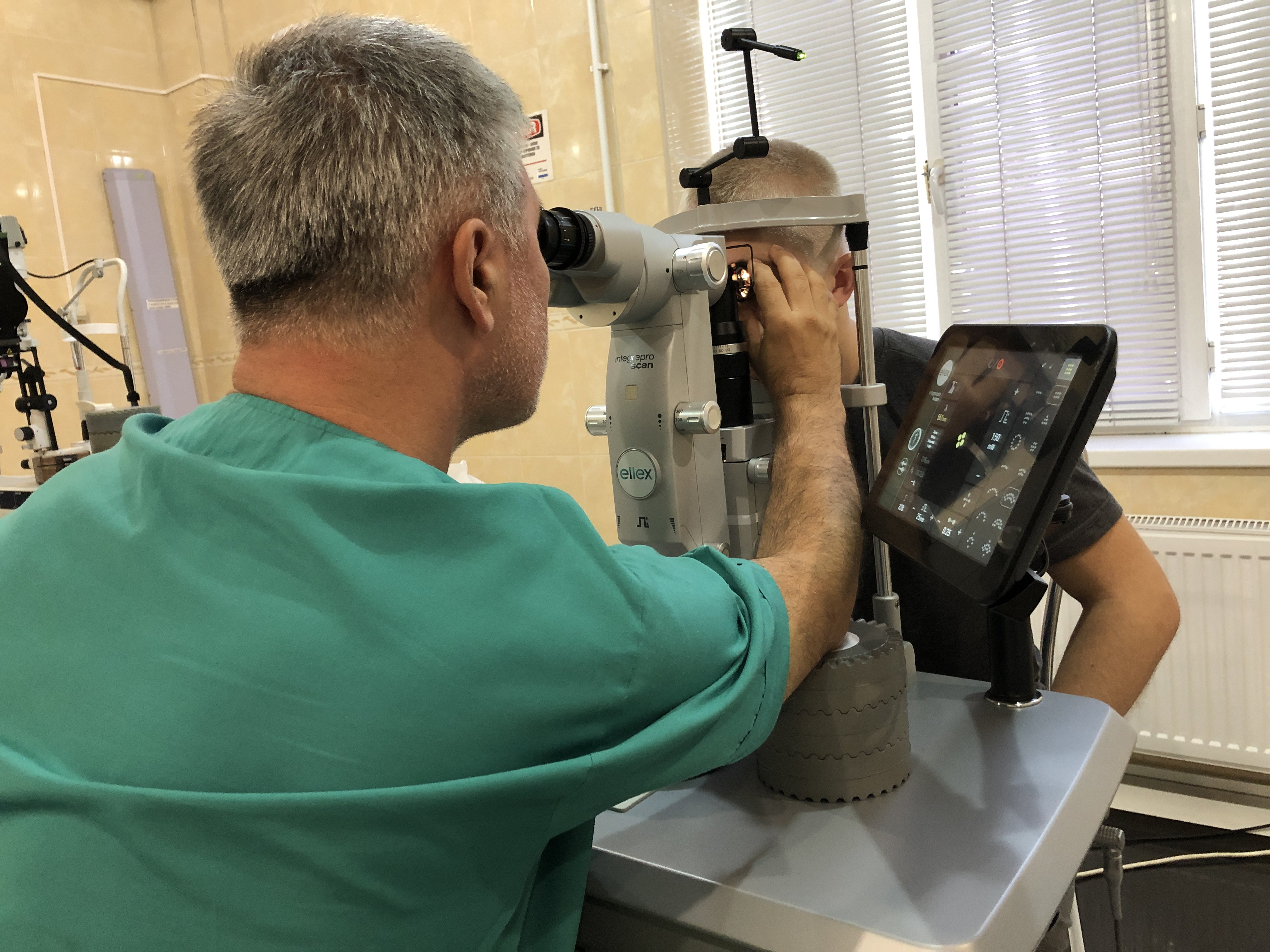
مردی در حال کار با این لیزر

## تعریف
این نوع لیزر که Scatter Photocoagulation نیز نامیده می‌شود در افراد دیابتی در مرحله رتینوپاتی همراه با رگ زایی به کار می‌رود.لیزر در مطب پزشک یا کلینیک چشم پزشکی انجام می‌شود.

## روش انجام
قبل از لیزر، پزشک مردمک را گشاد می‌کند و برای بی‌حس کردن چشم از قطره‌های چشمی استفاده می‌کند. در اتاق تاریک بیمار در مقابل دستگاه لیزر می‌نشیند و پزشک عدسی ویژه‌ای را روی چشم قرار می‌دهد و پرتوهایی با قدرت بالای انرژی روی شبکیه متمرکز می‌کند. طی لیزر بیمار ممکن است جرقه‌هایی از نور را ببیند. این جرقه‌ها گاهیباعث سوزش و ناراحتی می‌شوند.
پس از پایان لیزر، بیمار می‌تواند مطب را ترک نماید اما به یک نفر همراه نیاز دارد که او را به منزل برساند. از آن‌جایی که مردمک برای چند ساعت گشاد باقی می‌ماند بیمار باید از عینک آفتابی استفاده نماید. احتمالاً دید بیمار تا پایان روز تا حدودی تار خواهد بود و چنان‌چه احساس سوزش و درد چشم نماید برای درمان آن می‌تواند با پزشک خود مشورت کند. 

## موارد استفاده
پزشکان برای درمان تورم شدید لکه زرد و رتینوپاتی پیشرونده از لیزر استفاده می‌کنند. Proliferative Diabetic Retinopathy به معنای تشکیل عروق خونی بد (ناکارآمد) در داخل چشم است. درمان این حالت ایجاد سوختگی‌هایی در کل رتین (در ۳۶۰ درجه رتین) به جز ناحیه ماکولا (ناحیه مربوط به دید مرکزی) است.

## سیر لیزر درمانی
دانشمندان معتقدند که با لیزر کردن قسمت بزرگی از شبکیه نه تنها عروق ناکارآمد بلکه عوامل مولد عروق جدید نیز از بین می‌روند. معمولاً این نوع لیزر به دلیل احساس ناخوشایند و دردی که ایجاد می‌کند در ۲ تا ۳ جلسه انجام می‌شود. اگر چه PRP برای کنترل رگ زایی جدید الزامی است اما می‌تواند باعث از بین رفتن قسمتی از دید محیطی شده یا دید در شب را مختل کند یا باعث ورم شبکیه شود. از طرفی درمان ناکافی باعث ادامه رشد تولید عروق جدید شده که می‌تواند در نهایت منجر به از دست رفتن بینایی به دلیل خون‌ریزی ویتره یا جداشدگی شبکیه شود. لازم است به این نکته توجه داشته باشید که رتینوپاتی دیابتی همراه با رگ زایی Proliferative Diabetic Retinopathy گاهی همراه با درگیری کلیه‌ها و عروق قلب در بیماران دیابتی است.